# VV DIB
VV DIB was een voetbalclub uit Amsterdam opgericht op 22 juli 1922 als G.E., waarna de club achtereenvolgens veranderde van naam in SV Electra en Energia. In 1995 ging de club failliet waarna het een jaar later een doorstart maakte onder de nieuwe naam VV DIB

## Geschiedenis
In 1922 wordt in Amsterdam-Noord de voetbalclub Gemeentelijk Energiebedrijf opgericht (G.E.). In 1923 wordt deze naam veranderd naar Sportvereeniging Electra. De club was bedoeld voor medewerkers van het energiebedrijf en werd actief in de Gemeente-Sport-competitie, een voetbalcompetitie speciaal bedoeld voor bedrijven.
In 1925 treed de club met zowel zaterdag- als zondagteams toe tot de Amsterdamsche Voetbalbond. Enkele jaren later in 1928 promoveert het zondagteam vanuit de Amsterdamsche Voetbalbond naar de Nederlandse Voetbalbond.
Na de oorlog in 1947 veranderd de club zijn naam in Energia. In de jaren 70 gaat het sportief gezien langzaam bergafwaarts met het zondagteam. In 1972 degradeert het vanuit de Vierde klasse naar de onderafdeling Amsterdam.
In 1995 gaat de club ten onder vanwege de enorme schuldenlast, maar in 1996 wordt er een doorstart gemaakt onder de naam VV DIB (Voetbal Vereniging Door Inzet Beloond). In 2002 speelt de club zijn laatste wedstrijd, hierna volgen er nog enkele trainingen en in 2005 valt het doek alsnog definitief voor de club doordat ze wederom in financiële problemen komen en ook een gebrek hebben aan spelers. Ook de Centrale Hemweg wil al langer de grond van de speelvelden gaan gebruiken voor opslag van biomassa.

## Locatie
De club speelt aanvankelijk op velden aan de Papaverweg in Amsterdam-Noord, naast de Energie Centrale Noord. Later verhuisd de club naar het Mosplein, maar in 1963 komt hier een eind aan vanwege de bouw van het ziekenhuis Amsterdam-Noord.
In 1963 komt de club terecht op Sportpark Nieuwe Hemweg bestaande uit twee voetbalvelden naast de Energie Centrale Hemweg.

## Resultaten 1929–2000
| 5 4A |

| 5 4B |

| 6 4C |

| 8 4D |

| 7 4D |

| 4 4E |

| 5 4F |

| 5 4E |

| 2 4F |

| 3 4F |

| 3 4F |

| 2 |

| 2 4F |

| 1 4J |

| 8 3C |

| 6 3C |

|  |

| 10 3E |

| 7 4I |

| 6 4D |

| 6 4G |

| 8 4C |

| 5 4E |

| 11 4C |

| 3 4F |

| 9 4E |

| 11 4C |

| 10 4C |

| 6 4C |

| 8 4E |

| 3 4E |

| 1 4D |

| 8 3B |

| 10 3C |

| 10 3B |

| 9 3B |

| 9 3B |

| 12 3B |

| 6 4D |

| 6 4D |

| 7 4E |

| 10 4D |

| 7 4D |

| 12 4D |

|  |

|  |

|  |

| 12 7B |

|  |

|  |

| 6 7A |

| Derde klasse | Vierde klasse | Zevende klasse | Noodcompetitie |

- Tussen 1928/29 en 1946/47 als SV Electra, tussen 1947/48 en 1971/1972 als Energia, vanaf 1996/97 als VV DIB

In elke staaf van de grafiek staat van boven naar beneden vermeld: 
- Eindnotering

Dit is de positie die de club heeft bereikt in de competitie, zonder eventuele beslissings-, play-off- of nacompetitiewedstrijden die nodig zijn geweest om bijvoorbeeld de kampioen van de competitie te bepalen.
Indien een * achter het getal staat is de notering een tussenstand en kan het zijn dat de notering niet overeenkomt met de uiteindelijke eindstand van de competitie.
Staat er een - dan is het seizoen nog bezig en is er geen definitieve uitslag bekend.
Staat er xx op de positie van de notering, dan heeft de club vroegtijdig de competitie verlaten. Dit kan onder andere komen door terugtrekking van het team, faillissement van de club of door een uitgedeelde straf van de KNVB. In veel gevallen staat elders in het artikel de reden vermeld.
Staat er een ? dan is het resultaat uit het verleden onbekend, en is alleen de competitie of het niveau bekend van dat seizoen.
In de seizoenen 2019/20 en 2020/21 werd wegens de coronacrisis het amateurvoetbal afgebroken. Daardoor kennen deze staven geen eindklassering (middels -- weergegeven).
- Competitieniveau en afdelingsletter of Officiële eindstand Eredivisie
  - Competitieniveau en afdelingsletter

Hierbij geeft het getal het niveau weer, dat ook terug te vinden is in de legenda. De letter is de afdelingsaanduiding en wordt gebruikt wanneer er meer afdelingen zijn op hetzelfde niveau. De afdelingsletter is altijd een hoofdletter en wordt meestal zonder nummer gebruikt.
Voorbeeld: 2F is niveau 2e klasse competitie F.
Het competitieniveau en nummer wordt niet vermeld wanneer er slechts één competitie van dit niveau was.
  - Officiële eindstand Eredivisie (getal staat tussen haakjes vermeld)

Sinds de introductie van play-offwedstrijden voor Europees voetbal na afloop van de reguliere competitie in 2005/06, is de KNVB verplicht een eindstand van de Eredivisie door te geven aan de UEFA aan de hand van deze play-offwedstrijden.
Bij deze eindstand staan clubs die zich hebben gekwalificeerd voor Europees voetbal hoger dan clubs die zich niet wisten te kwalificeren. Indien er geen verschil was tussen de eindnotering en de officiële eindstand, staat dit getal niet vermeld.

- Onderafdeling

Hier staat afgekort de naam van de onderafdeling indien de club in dat jaar in een onderafdeling uitkwam. Tevens staat deze afkorting in de legenda en wordt gelinkt naar het artikel over deze onderafdeling. Deze afkorting wordt alleen vermeld wanneer de club in het verleden in verschillende onderafdelingen heeft gespeeld. Deze vermelding is in de staaf altijd in kleine letters. Deze onderafdelingen zijn na het seizoen 1995/96 afgeschaft. Heeft de club in slechts één onderafdeling gespeeld, dan is dit alleen terug te vinden in de legenda.
Onder de staaf staat het jaartal vermeld waarin het seizoen is afgesloten. 15 verwijst naar het seizoen 2014/15 of eventueel het seizoen 1914/15.
Wanneer een staaf leeg is, zijn deze gegevens niet bekend. Het kan ook zijn dat de club dat seizoen niet heeft meegespeeld op het hogere amateurniveau, vroegtijdig de competitie heeft verlaten of uit de competitie is gezet.

In het seizoen 1944/45 was er wegens de Tweede Wereldoorlog geen regulier competitievoetbal.
Voormalig: AFC "Sport" · Ambon · FC Amsterdam · V.V. Amsterdam · ASSV · VV De Beursbengels · FC Blauw-Wit Amsterdam · Blauw-Wit Osdorp · B.P.C. · CDW · FC Chabab · D.E.C. · VV DIB · D.N.C. · DWV · SC De Eland · Energia · SC Fenerbahçe · ASV De Germaan · KBV · N.E.C. '75 · AFC Neerlandia · Neerlandia/SLTO · New Amsterdam · FC Nieuwendam · SC Nieuwendam · ODOS · Oriënt · P en T · RAP · SCZ '58 · Sparta Amsterdam · Sporting Amsterdam · Sporting Noord · SV Osdorp · Osdorp/Sport · SLTO · Avv SPORT · Türkiyemspor · De Volewijckers · Volharding · SC Voorland · ZRC Herenmarkt